# Iglesia de San Claudio (Valderas)
La iglesia de San Claudio, o capilla del antiguo convento de Carmelitas, es un templo religioso bajo la advocación de San Claudio en la localidad de Valderas, en la provincia de León, comunidad autónoma de Castilla y León, en España. Esta iglesia está situada en la calle de los Castillos.

## Historia y descripción
La iglesia fue construida en 1565. Se conservan algunas arcadas del claustro antiguo entre los edificios levantados en su solar. El monasterio fue un importante centro de cultura; muchos de sus estudiantes fueron personalidades destacadas en la Iglesia Católica y en las letras. Entre los más famosos se encuentra el padre Isla, escritor español del siglo XVIII que pasó aquí unos años de su juventud.
El exterior de la iglesia presenta un gran rectángulo de ladrillo con espadaña de tres huecos y linterna octogonal. Tiene una sola nave cubierta por bóveda de cañón, con ábside rectangular. A los lados del ábside hay dos puertas: una conduce a la estancia donde se guardaban los exvotos y ofrendas y en su origen fue capilla de enterramiento de Juan de la Torre, administrador del marqués de Astorga; y la otra da acceso a la sacristía cuadrada, cubierta por cúpula semiesférica con linterna que recibe la luz. En este espacio están expuestos a manera de museo provisional una gran cantidad de imágenes y objetos de arte sacro procedente de varias iglesias de Valderas.
Tiene un retablo de estilo neoclásico, situado en el centro de la nave del Evangelio, dedicado a San Roque (escultura de poco valor artístico) y otros dos en los cabeceros de la nave, con hornacinas donde se encuentran unas imágenes de la Virgen del Carmen y de Santa Teresa, de un seguidor de Gregorio Fernández. 
El retablo mayor es barroco de finales del siglo XVII de la escuela vallisoletana. En el centro se venera la Virgen del Socorro en hornacina-camarín. Las dos calles laterales están separadas por columnas salomónicas que también aparecen en el cuerpo superior o ático.

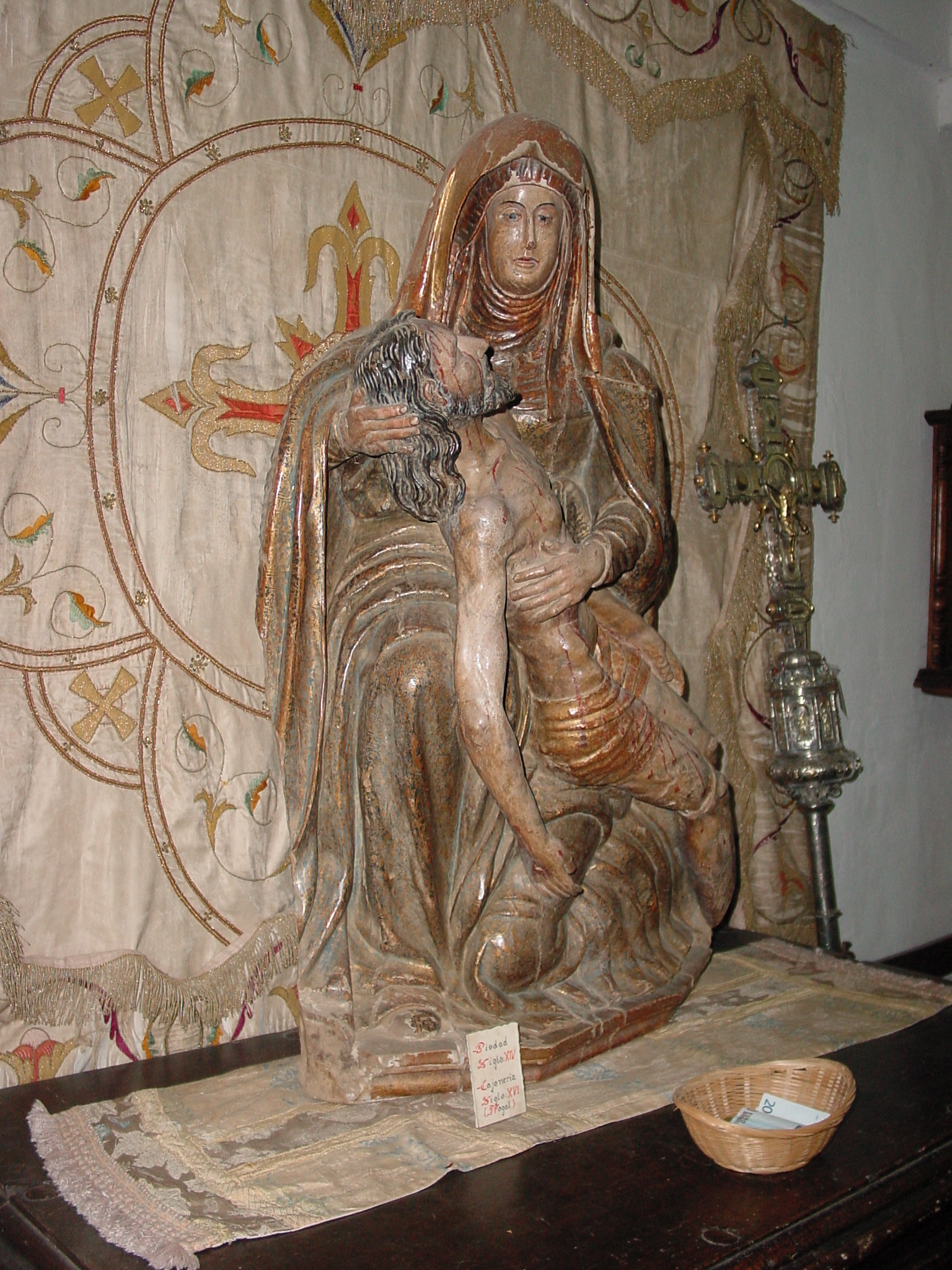
Piedad de principios del

El coro alto a los pies es de gran tamaño, necesario para la que fue una numerosa comunidad. El suelo estaba cubierto por losas de enterramiento con los escudos de armas de cada difunto, que se han levantado y se han colocado en las paredes después de la restauración y modificación del pavimento.
Existen en la iglesia otras imágenes retiradas del culto entre las que destaca una Piedad del siglo XV de muy buena talla.